# Paul Scott Lockhart

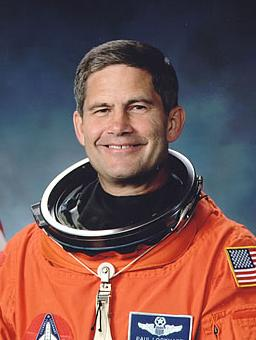
Paul Scott Lockhart

Paul Scott Lockhart (Amarillo, Texas, 1956. április 28.  –) amerikai pilóta, mérnök, űrhajós,ezredes.

## Életpálya
1978-ban a Texas Tech University keretében matematikából vizsgázott. 1978-1979 között az University of Innsbruck (Ausztria) és a Bécsi Egyetem Nyári Iskolájában ösztöndíjasként tanult. 1981-ben az University of Texas keretében repülőgép mérnöki diplomát szerzett. 1983-ban egy T–33S kiképzést követően kapott repülőgép vezetői jogosítványt. 1987-1990 között Nyugat-Németországban szolgálat. Szolgálati repülőgépe az F–4 és az F–16 típusok volt. 1991-ben tesztpilóta kiképzésben részesült. Több mint 5000 órát töltött a levegőben, több mint 30 különböző repülőgépet vezetett, illetve tesztelt.
1996. május 1-től a Lyndon B. Johnson Űrközpontban részesült űrhajóskiképzésben. Az Űrhajózási Hivatal megbízásából a Space Shuttle műszaki kérdéseivel foglalkozott. 2004-ben a Royal College of Defence Studies (London) vizsgázott. Két űrszolgálata alatt összesen 27 napot, 15 órát és 23 percet (663 óra) töltött a világűrben. 2005-ben köszönt el az űrhajósoktól, visszatért a Haditengerészet központjába (USAF), a Pentagon egyik igazgatója.2008-tól a NASA központjában, Washingtonban divízió igazgató.

## Űrrepülések
- STS–111, a Endeavour űrrepülőgép 18. repülésének pilótája. Az ISS személyzetét váltották, logisztikai anyagokat, eszközöket szállítottak. Felszerelték a P6 rácselemet, visszanyertek kutatási anyagokat, megjavították a Canadarm2 manipulátor egyik mozgató csuklórendszerét. Első űrszolgálata alatt összesen 13 napot, 20 órát és 35 percet (332 óra) töltött a világűrben. 9 300 000 kilométert (5 800 000 mérföldet) repült.
- STS–113, a Endeavour űrrepülőgép 19. repülésének pilótája. A Nemzetközi Űrállomás (ISS) legénység cseréje, a P1 rácsszerkezet) felszerelése. Második űrszolgálata alatt összesen 13 napot, 18 órát és 48 percet (331 óra) töltött a világűrben. 9 000 000 kilométert (5 600 000 mérföldet) repült, 215 kerülte meg a Földet.